# Eisenia lucens
Eisenia lucens  (лат.) — вид малощетинковых червей из семейства Lumbricidae. Длина тела — 45—115 мм. При раздражении выбрасывают светящуюся слизь, которая может выходить из ротового или анального отверстия или через дорсальные поры. Вид распространён в южной части Европы, где обитает под корой гниющих деревьев и в местах, крайне богатых неразложившейся растительной органикой. Относится к компостообразующим видам, способен переваривать даже бумагу.